# Jean-Louis-Paul-François de Noailles
Pour les autres membres de la famille, voir Maison de Noailles.
Jean Louis Paul François de Noailles, né le 26 octobre 1739 à Paris, mort le 20 octobre 1824 à Fontenay-Trésigny (Seine-et-Marne), 2e duc d'Ayen, 5e duc de Noailles (1793), marquis de Maintenon, beau-père de Louis Marie Antoine de Noailles et de Gilbert du Motier de La Fayette, est un militaire et chimiste français.

## Biographie

### Origines familiales et jeunesse
Il est le fils du maréchal Louis de Noailles (1713-1793), 4e duc de Noailles, et de Catherine de Cossé-Brissac (1724-1794). Le 4 février 1755, à seize ans, il épouse Henriette-Anne-Louise d'Aguesseau. À la même époque, il est colonel du régiment de dragons Noailles cavalerie.

### Carrière militaire
Participant notamment aux quatre dernières campagnes de la guerre de Sept Ans (1756-1763), il gravit les échelons de la hiérarchie militaire : il est maréchal de camp en 1770, et atteint le grade de lieutenant général en 1784.
En 1781, il est nommé au Conseil supérieur de la guerre où il propose notamment des réformes visant à améliorer les conditions de vie des soldats. Il peut y exercer son tempérament appliqué, minutieux et travailleur et y appliquer ses idées philosophiques. 

### Un homme des Lumières
Dans l'esprit du temps, il fait profession d'irréligion et de scientisme, tenant l'homme pour une « moisissure » et proclamant que l'âme n'existe pas. Reçu à l'Académie royale des sciences en 1777, il y présente des mémoires de physique et de chimie.

### La Révolution et l'Empire
Sous la Révolution française, il émigre, une première fois en 1791 puis, définitivement en 1792 après avoir défendu les Tuileries lors de la journée du 10 août 1792. Il laisse derrière lui sa femme, qui est guillotinée, ainsi que leur fille aînée (et sa mère, la vieille maréchale de Noailles) le 4 thermidor an II (22 juillet 1794), alors que lui se trouve à Rolle en Suisse ou souvent à Greng. C'est là qu'il rencontre sa seconde épouse, la comtesse Golowkine.
Il rentre en France sous la Restauration qui le fait entrer à la Chambre des pairs et le nomme à l'Institut de France.

## Mariages et enfants

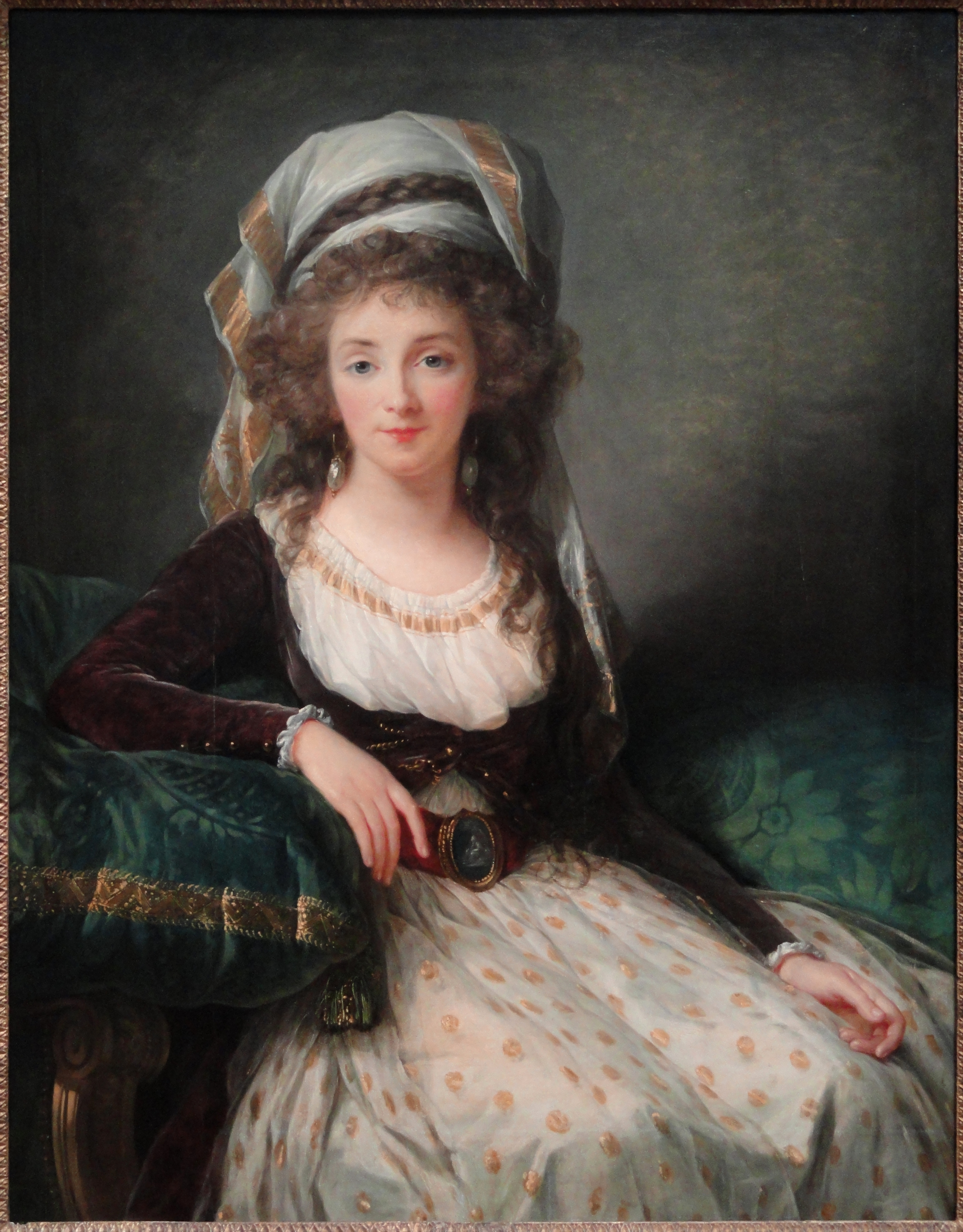
Madame d'Aguesseau de Fresnes, 1789
par Élisabeth Vigée Le Brun
National Gallery of Art, Washington

Le 25 février 1755, il épouse Henriette-Anne-Louise d'Aguesseau (1737-1794), petite-fille d'Henri-François d'Aguesseau et demi-sœur d'Henri-Cardin-Jean-Baptiste d'Aguesseau, une femme très pieuse avec laquelle il a très peu vécu, elle habitant à Paris, lui se trouvant soit à l'armée, soit à la Cour. Ils ont cependant eu dix enfants : huit filles, dont cinq ont atteint l'âge adulte, et deux garçons morts en bas âge : 
1. Antoine-Paul-Louis de Noailles (1756-1757) ;
2. Anne-Jeanne-Baptiste-Pauline-Adrienne-Louise-Catherine-Dominique de Noailles (1758-1794), qui épouse en 1773 le vicomte Louis Marie Antoine de Noailles ;
3. Adrienne de Noailles (1759-1807), qui épouse en 1774 le marquis de La Fayette ;
4. Françoise-Antoinette-Louise de Noailles (1763-1788), qui épouse en 1779 Marie-François-Scipion de Grimoard de Beauvoir du Roure, marquis du Roure (†1782), et se remarie en 1784 avec Jean-François Bérenger, comte de Thézan du Poujol (†1804), maître de camp de cavalerie ;
5. Anne-Pauline-Dominique de Noailles (1766-1839), qui épouse en 1783 Joachim de Montagu-Beaune, marquis de Pouzols (†1834) ;
6. Angélique-Françoise d'Assise-Rosalie de Noailles (1767-1833), qui épouse en 1798 le marquis Théodule de Grammont ;
7. Louis-Gabriel de Noailles (1768-1770).

Veuf en 1794, il se remarie en 1796 avec Elisabeth Wilhelmine Justine von Mosheim (†1824), comtesse Golowkine, rencontrée en Suisse, mais il n'a pas d'enfants de ce second mariage.

## Distinctions
Il est fait chevalier de l'Ordre royal et militaire de Saint-Louis en 1762 et chevalier de l'Ordre de la Toison d'or en 1780.